# Список земноводних Кіпру

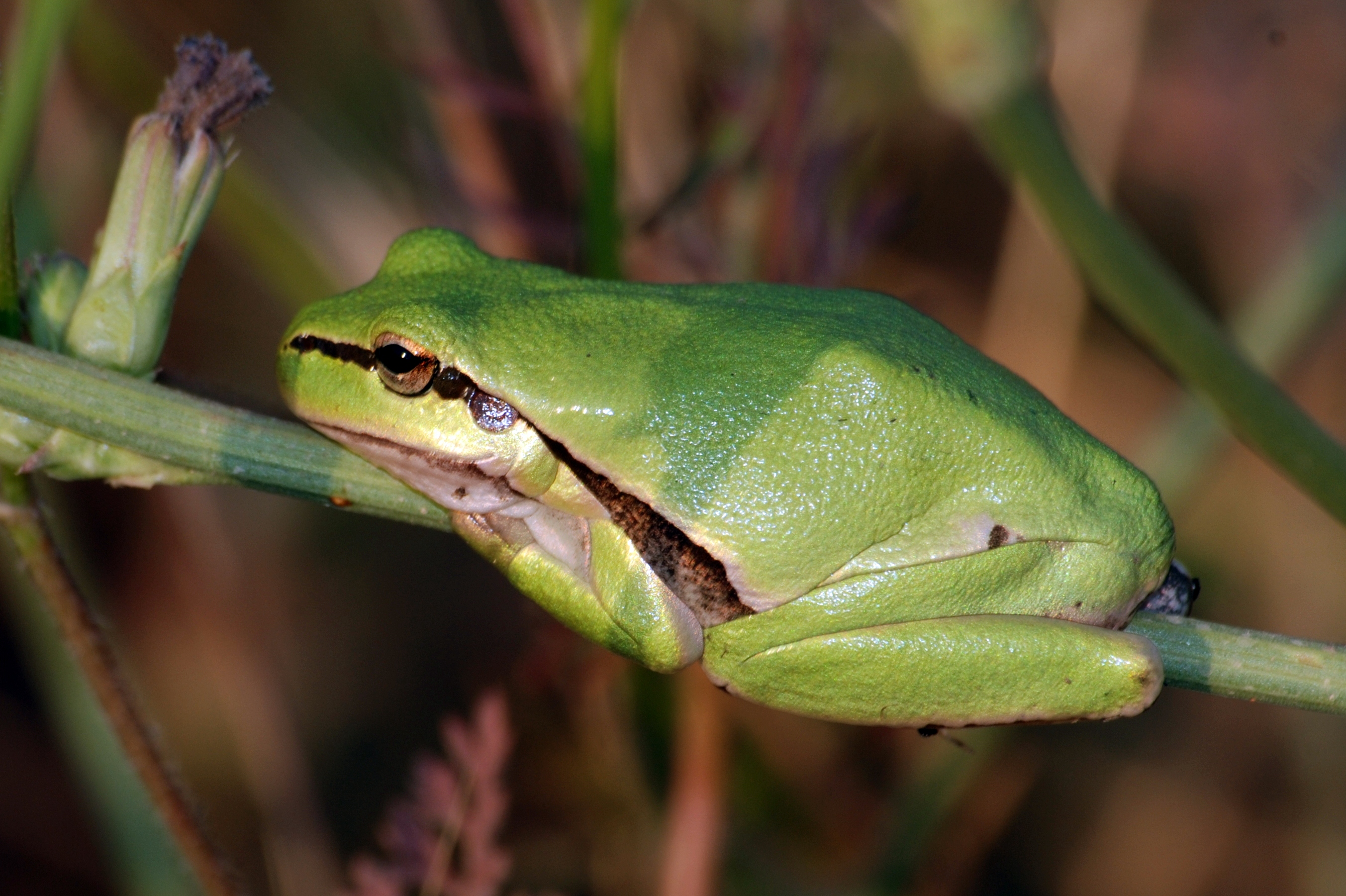
Hyla savignyi

Це список земноводних, що трапляються на території Кіпру. Фауна Кіпру включає 3 види земноводних, що належать до трьох родин жаб, з них два види ендемічні.

## Безхвості(Anura)

### Ропухові(Bufonidae)
- Bufotes cypriensis[de] Litvinchuk, Mazepa, Jablonski, Dufresnes, 2019[2]

### Райкові(Hylidae)
- Райка Савін'ї (Hyla savignyi) (Audouin, 1827)

### Жаб'ячі(Ranidae)
- Pelophylax cypriensis[en] Ploetner, Baier, Akın, Mazepa, Schreiber, Beerli, Litvinchuk, Bilgin, Borkin, Uzzell, 2012[3]